# Темна пуща
Темна пуща — лісовий масив, розташований в Сєнненському районі Вітебської області за 5 км на південь від містечка Богушевськ. Площа 1 тис. га.
У минулому на 90% складалася з ялинників, що додавали масиву вид дрімучих темнохвойних лісів тайгового типу (збереглися на 15% терен, решта змінилися березняком та сіролисниками).